# أوسكار باي
أوسكار باي (بالنرويجية البوكمول: Oskar Bye)‏ هو لاعب جمباز فني ورسام نرويجي، ولد في 3 يونيو 1870 في كريستيانية في النرويج، وتوفي بنفس المكان في 30 أبريل 1939.

## وصلات خارجية
- أوسكار باي على موقع أوليمبيديا (الإنجليزية)